# Ручейки (Еврейская автономная область)
Ручейки́ — село в Октябрьском районе Еврейской автономной области. Входит в состав Нагибовского сельского поселения.

## География
Село Ручейки стоит на левом берегу реки Добрая (левый приток Амура).
Дорога к селу Ручейки идёт на юг от 118 километра автотрассы Бирофельд — Амурзет, до трассы 3 км. Расстояние до районного центра села Амурзет (на запад по автотрассе Бирофельд — Амурзет) около 54 км.
На юг от села Ручейки идёт дорога к селу Доброе, от него на запад — к административному центру сельского поселения селу Нагибово (расстояние 12 км), и далее к сёлам Садовое и Благословенное.

## Население
| 1992 | 2002 | 2010 |
| ---- | ---- | ---- |
| 403  | ↘249 | ↘146 |